# Friedrich Neubauer (Regisseur)
Friedrich Neubauer (geboren 15. Mai 1886 in Wien, Österreich-Ungarn; gestorben 1956) war ein österreichischer Regisseur und Schauspieler.

## Leben
Friedrich Neubauer begann seine Theaterlaufbahn 1904 als Schauspieler am Theater St. Gallen, an der Volksbühne Wien und ging dann nach Berlin. 1923 führte er Opernregie in Graz, 1925 Theaterregie am Schauspielhaus Berlin und war 1926/27 Oberspielleiter am Theater Köln. 1927 war er als Regisseur in Darmstadt verpflichtet, 1931 am Deutschen Nationaltheater am Schiffbauerdamm und als Gast in Breslau.
Nach der Machtübergabe an die Nationalsozialisten 1933 wurde er 1934 Mitglied der österreichischen NSDAP, obschon die Partei im Ständestaat verboten war. 1935 war er Dramaturg am Agnes Straub Theater in Berlin. Neubauer schrieb das Drehbuch zu Hanns Johsts Stück Schlageter (Rebellen an der Ruhr). Neubauer war mit Amelie Neumann verheiratet, die wie sich jetzt für die deutschen Rassisten herausstellte, jüdischer Herkunft war. Neubauer wurde daher im August 1936 aus der Reichstheaterkammer und im Dezember 1937 aus der Reichsfilmkammer ausgeschlossen, was einem Berufsverbot gleichkam. Für weitere Tätigkeiten bedurfte er nun jeweils einer Sondererlaubnis.
Dennoch entwickelte Neubauer zwischen 1937 und 1944 eine rege künstlerische Tätigkeit. So wirkte er 1937 in dem Film Der Berg ruft von Luis Trenker mit. 1938 war er Mitglied im Ensemble der sogenannten Reichsautobahn-Bühne, über die die Salzburger Nachrichten vom 15. April 1938 berichten: „Die Reichsautobahn-Bühne ist ein Schauspieler-Ensemble, das im Dienst der Sonderaktion für Reichsautobahnen der NS-Gemeinschaft ‚Kraft durch Freude‘ steht. Eine Künstlertruppe hat in sorgsamer Arbeit ein Theaterstück einstudiert und reist damit von einem Reichsautobahnlager zum anderen, um den Arbeitskameraden, die an den Straßen des Führers bauen, einen guten Feierabend zu schaffen.“ Neubauer wirkte in den Stücken Stratenmusik von Paul Schurek und in der Bauernkomödie Krach um Jolanthe von August Hinrichs mit. Finanziert wurden die Produktionen von der NS-Gemeinschaft „Kraft durch Freude“. In der Spielzeit 1939/40 ist Neubauer als Gastspielleiter am Deutschen Theater in Mährisch Ostrau (Ostrava) engagiert. 1941 inszeniert Neubauer die Erstaufführung des Volksstücks Leute vom Grund von Andreas Thom am Wiener Deutschen Volkstheater. 1942, 1943 und 1944 wirkte er sowohl als Schauspieler als auch als Regisseur.
Nach Kriegsende war Neubauer Regisseur und Schauspieler an dem von ihm mitgegründeten Neuen Theater in der Scala Wien, das unter dem Einfluss der KPÖ stand und zu dessen kollektiver Leitung Günther Haenel, Wolfgang Heinz, Karl Paryla und Emil Stöhr gehörten.

## Werke (Auswahl)
- Die Erde lacht. Böhmisch-Leipa: Kaiser, 1940
- Die feurige Metten: Ein Komödienspiel. Holzschnitt Eduard Ege. Böhmisch-Leipa: Kaiser, 1941
- Die Töchter des Anakreon: Ein verliebtes Spiel. Illustrationen Hannes Lindenmaier. Böhmisch-Leipa: Kaiser, 1942
- Otto Siegl vertonte Neubauers Frühlingslied.

### Filmographie als Schauspieler
- 1948: Ulli und Marei
- 1954: Der Komödiant von Wien
- 1955: Gasparone
- 1958: Die Landärztin
- 1959: Die Katerin
- 1962: Julia, du bist zauberhaft
- 1963: Leutnant Gustl
- 1963: Karriere